# سعود الفارسي
سعود خميس الفارسي المعروف اختصاراً بسعود الفارسي (مواليد 3 أبريل 1993) لاعب كرة قدم عماني يجيد اللعب في مركز الوسط مع نادي صور.

## روابط خارجية
- سعود الفارسي على موقع قاعدة بيانات كرة القدم.إي يو (الإنجليزية)
- سعود الفارسي على موقع ناشيونال فوتبول تيمز (الإنجليزية)
- سعود الفارسي على موقع Soccerway.com (الإنجليزية)